# Ferruccio Benini
Ferruccio Benini (Genova, 31 maggio 1854 – Roma, 29 febbraio 1916) è stato un attore teatrale italiano.

## Biografia
Nato a Genova, figlio dell'attore Gaetano Benini e di Elena Tamberlicchi, ma coneglianese di adozione, morto a Roma nel 1916, dopo avere recitato la farsa Maridémo la suocera, Ferruccio Benini si esibì per quarant'anni sulle scene dei più famosi teatri d'Italia insieme alla sua "Compagnia Veneta" e fu anche interprete cinematografico in una sola occasione, nel 1915, nel film Per la patria!, diretto da Ugo Falena. Antonio Gramsci, giornalista per l'Avanti! torinese, nella rubrica Sotto la Mole gli dedica queste ultime righe d'apprezzamento:
(Antonio Gramsci, Sotto la mole in Avanti!!, Torino, 5 marzo 1916)
A Ferruccio Benini sono dedicate una lapide al Teatro Accademia e una via cittadina a Conegliano (Treviso). Nel museo del Castello di Conegliano sono esposti alcuni oggetti appartenuti all'attore.
È sepolto nel cimitero di Conegliano.